# Apple A14
Apple A14 Bionic (англ. A14 Bionic chip) — система на кристалле от корпорации Apple из серии Apple Ax, модель осени 2020 года. В состав системы входит 64-битный 6-ядерный ARM-микропроцессор. Разработан Apple и производится контрактным производителем TSMC на 5-нанометровом техпроцессе. Содержит 11,8 млрд транзисторов.

## Описание
Основные блоки A14 Bionic — это вычислительные и графические ядра. Сам чип содержит:
- два вычислительных ядра высокой производительности (для сложных вычислительных задач);
- четыре вычислительных ядра повышенной энергоэффективности (для повседневных дел);
- четыре графических ядра (с поддержкой технологии Metal[англ.] 2).
- 16‑ядерный нейропроцессор Neural Engine, который обеспечивает обработку до 11 трлн операций в секунду[2].

A14 Bionic стал потреблять меньше электроэнергии, чем предыдущее поколение Apple A13 Bionic, при том, что общая производительность процессора теперь стала на 40% выше. 4-ядерный графический ускоритель в новом процессоре, оптимизированный под API Metal, теперь стал на 30% мощнее.
В A14 Bionic используется улучшенный 16‑ядерный нейронный процессор Neural Engine, который теперь ускоряет задачи машинного обучения до 10 раз быстрее по сравнению с нейропроцессором в чипе Apple A12 Bionic.

## Применение
Устройства, использующие Apple A14 Bionic:
- iPad Air 4 (2020) — с сентября 2020 года[3] по март 2022 года;
- iPhone 12 mini - с октября 2020 года по август 2021 года;
- iPhone 12- с октября 2020 по сентябрь 2023 года;
- iPhone 12 Pro, iPhone 12 Pro Max— с октября 2020 года[4]по сентябрь 2021 года;
- iPad (2022) — с октября 2022 года.